# Chloraea cogniauxii
Chloraea cogniauxii är en orkidéart som beskrevs av Lucien Leon Hauman. Chloraea cogniauxii ingår i släktet Chloraea och familjen orkidéer. Inga underarter finns listade i Catalogue of Life.